# ウェルネス湖北

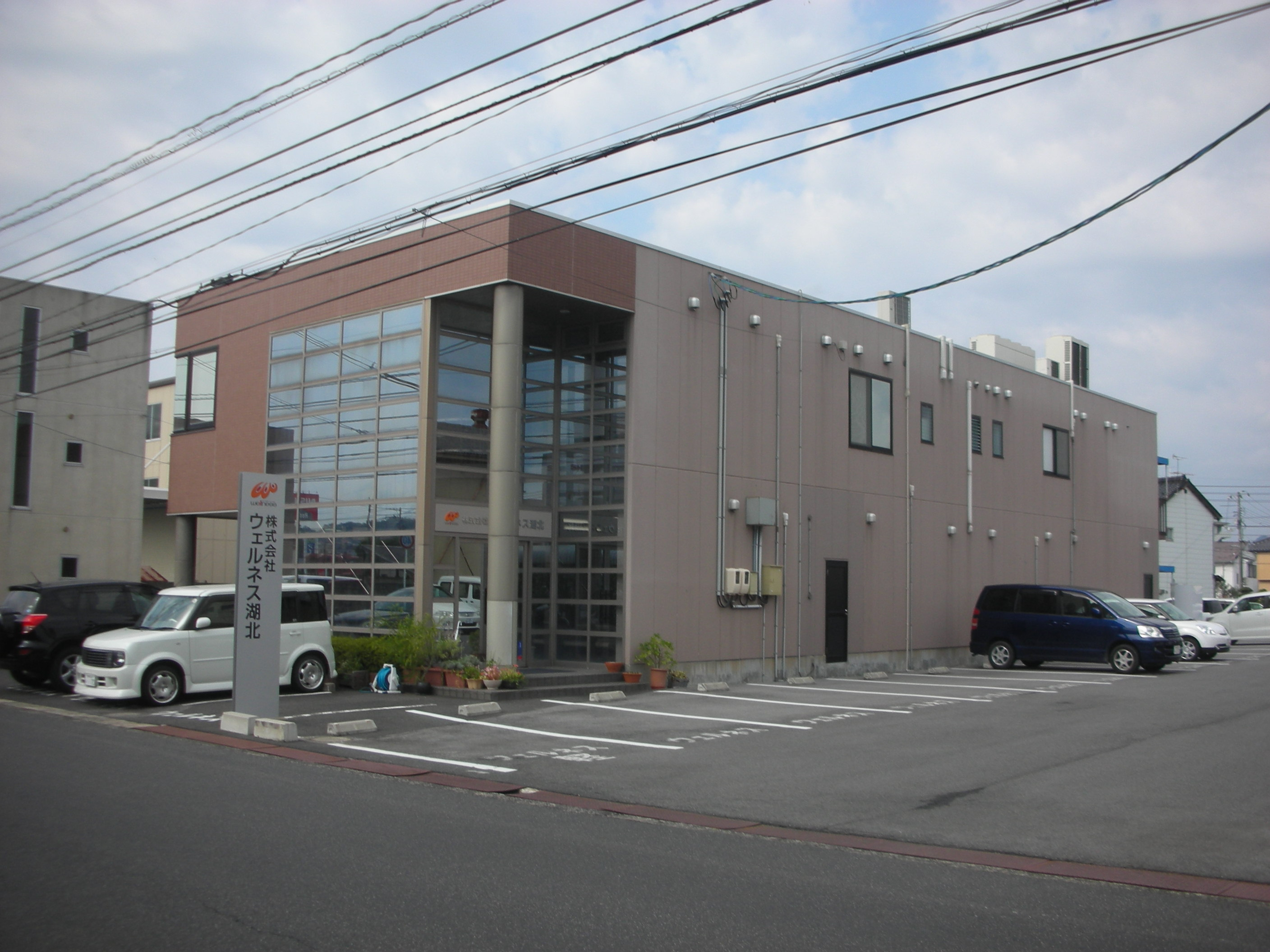
ウェルネス湖北旧社屋

株式会社ウェルネス湖北（ウェルネスこほく）は、島根県松江市に本社が存在した、ドラッグストアチェーンドラッグストアウェルネスを展開した企業。

## 概要
島根県・鳥取県・兵庫県に展開。日本チェーンドラッグストア協会正会員。ツルハホールディングスの子会社化に伴い、2009年からはイオングループのハピコム（旧イオン・ウエルシア・ストアーズ）に参加している。また、介護事業も行なっている。
2015年8月16日、ツルハHDにおける中国地方のグループ組織再編に伴い、「ウォンツ」を展開するハーティウォンツに吸収合併され、同社は株式会社ツルハグループドラッグ&ファーマシー西日本に商号変更された。
なお、ツルハグループドラッグ&ファーマシー西日本への統合後も「ドラッグストアウェルネス」の屋号は存続されており、新規出店も行われているが、統合後に店舗外観が変更となり、「ツルハドラッグ」のロゴマークと「ツルハグループ」の表記が入るようになった。

## 事業所
- 本部
  - 島根県松江市乃白町511
- 物流センター
  - 鳥取県米子市河崎3303-1

## 沿革
- 1990年3月6日 - 設立。
- 2003年4月 - ドラッグストアグループのWINグループを結成。
- 2009年2月 - ツルハホールディングスが全株式を取得（間接保有も含む）して同社の子会社となり、ハピコム（旧イオン・ウエルシア・ストアーズ）に加入。WINグループからは離脱した。
- 2015年8月16日 - ハーティウォンツに吸収合併されて、法人としてのウェルネス湖北は消滅した。

## 介護事業
- ウェルネス介護センター - 介護